# Рашовски, Криштоф
Криштоф Рашовски (венг. Rasovszky Kristóf; род. 27 марта 1997, Веспрем) — венгерский пловец, двукратный чемпион мира, трёхкратный чемпион Европы. Серебряный призёр летних Олимпийских игр 2020 года в Токио. Специализируется в плавании на открытой воде.

## Биография
Криштоф Рашовски родился 27 марта 1997 года в городе Веспреме.
В 2016 году принял участие в Олимпийских играх в Бразилии. Плыл дистанцию 1500 метров вольным стилем, однако показал только 35-й результат.
На чемпионате мира 2017 года венгерский пловец принял участие в трёх заплывах на открытой воде и на 1500 метров вольным стилем в бассейне. Лучший результат 5-е место на 10 км.
В 2018 году в Шотландии на Европейском первенстве он сумел дважды победить на дистанциях 5 и 25 километров, а также завоевал серебряную медаль на 10 км.
На чемпионате планеты 2019 года в корейском Кванджу в первый соревновательный день, он выиграл на дистанции 5 километров опередив на 10 секунд второго призёра.
В 2025 году на чемпионате мира в Сингапуре завоевал бронзовую медаль в составе эстафетной команды на открытой воде. 